# غارة 2011 على معسكر أشرف
في 8 أبريل 2011، شن الجيش العراقي هجومًا ضد منظمة مجاهدي خلق الإيرانية (PMOI أو MeK)، وهي جماعة معارضة إيرانية متمركزة في معسكر أشرف والتي تهدف إلى الإطاحة بالنظام الديني في إيران.
على الرغم من أن الحكومة العراقية زعمت مقتل ثلاثة أشخاص، مُصوّرةً الحادث على أنه مقاومة لعملية عسكرية في المخيم، إلا أن الأمم المتحدة قالت إن 34 شخصًا قُتلوا وجُرح 318. واكتشف فريق تفتيش تابع للأمم المتحدة 28 جثة، من بينها جثث نساء، وخلص إلى أن معظمهم لقوا حتفهم متأثرين بجروح ناجمة عن طلقات نارية. ولم تسمح السلطات العراقية للصحفيين بدخول المخيم.   وقد أدان الهجوم زعيمة منظمة مجاهدي خلق الإيرانية مريم رجوي والسيناتور الأمريكي جون كيري ووصفاه بأنه "مجزرة".

## خلفية
يقع معسكر أشرف شمال شرق مدينة الخالص العراقية ، على بُعد حوالي 120 كيلومترًا غرب الحدود الإيرانية و60 كيلومترًا شمال بغداد في محافظة ديالى العراقية. كان هذا المعسكر قاعدةً لمنظمة مجاهدي خلق الإيرانية خلال الهجوم. سُمي المعسكر تكريمًا لأشرف رجوي، السجين السياسي البارز في عهد الشاه، والذي قُتل لاحقًا على يد النظام الديني في 8 فبراير/شباط 1982.
منظمة مجاهدي خلق الإيرانية هي جماعة معارضة إيرانية تسعى للإطاحة بالنظام الديني في إيران. في عام 1997، أقنعت إيران إدارة كلينتون بإدراج منظمة مجاهدي خلق كمنظمة إرهابية أجنبية على قائمة وزارة الخارجية الأمريكية، على أمل أن تؤدي هذه البادرة إلى تطبيع العلاقات مع المسؤولين الإيرانيين. في عام 1986، أجبرت الحكومة الفرنسية منظمة مجاهدي خلق الإيرانية على مغادرة باريس، وانتقل مقرها الرئيسي لاحقًا إلى بغداد، حيث ظلت متحالفة مع البلاد حتى الغزو الأمريكي للعراق عام 2003. 
في عام 2003، نزع الجيش الأمريكي سلاح سكان مخيم أشرف، وحصلوا على حماية قانونية بموجب اتفاقية جنيف الرابعة. وأكد الجنرال ديفيد بترايوس، الذي شغل منصب نائب قائد قوات التحالف، أن نقل مسؤولية مخيم أشرف إلى الحكومة العراقية مشروط بضمان مباشر من السلطات العراقية للحفاظ على حماية سكان المخيم البالغ عددهم 3400 نسمة.  
في عام 2009، سلم الجيش الأمريكي السيطرة إلى الحكومة العراقية التي يهيمن عليها الشيعة، والتي تعهدت مرارًا وتكرارًا بإغلاق المعسكر حيث ورد أن رئيس الوزراء آنذاك نوري المالكي كان يحاول تعزيز علاقات بلاده مع إيران. كان الجيش العراقي قد داهم معسكر أشرف قبل هجوم أبريل 2011. في يوليو 2009، دخلت قوات الأمن العراقية المعسكر، مما أسفر عن مقتل تسعة أشخاص على الأقل وإصابة حوالي 400 شخص. صنفت العراق وإيران منظمة مجاهدي خلق الإيرانية كجماعة إرهابية، على الرغم من أن الولايات المتحدة أو الاتحاد الأوروبي أو الأمم المتحدة لم تفعل ذلك.

## غارة
قبل الغارة، تصاعدت التوترات بين الجيش العراقي وسكان أشرف، الذين خشوا هجومًا وشيكًا بينما كان الجنود يحشدون قواتهم خارج المخيم. وصرح الجنرال العراقي علي غيدان مجيد، الذي قاد الغارة، بأنها جاءت ردًا على قيام سكان أشرف برشق قواته بالحجارة وإلقاء أنفسهم أمام المركبات العسكرية. وقالت منظمة مجاهدي خلق الإيرانية إن الهجوم كان "هجومًا عسكريًا شاملًا بالمركبات المدرعة".
في أعقاب الغارة التي أسفرت عن مقتل 34 شخصًا، نشرت منظمة مجاهدي خلق الإيرانية لقطات صوّرها ومونتاجها أعضاء في الجماعة، تُظهر جنودًا عراقيين يطلقون النار على مدنيين عُزّل في معسكر أشرف، ويستخدمون مركبات عسكرية لمطاردة الحشود ودهسهم. من جانبها، زعمت السلطات العراقية أن ثلاثة أشخاص فقط قُتلوا أثناء مقاومتهم لعملية عسكرية لإعادة الأراضي من سكان المعسكر إلى المزارعين.
أفاد روبرت كولفيل، المتحدث باسم مفوضية الأمم المتحدة السامية لحقوق الإنسان في جنيف، أن فريقًا من مراقبي الأمم المتحدة شاهد 28 جثة متبقية في المخيم خلال زيارته للمجمع. ووفقًا لكولفيل، يبدو أن معظم القتلى قد لقوا حتفهم متأثرين بإصابات ناجمة عن طلقات نارية، وكان بعضهم من النساء. بالإضافة إلى ذلك، صرّح دبلوماسي غربي مقيم في بغداد بأن ثلاث جثث بدت وكأنها قد سُحقت حتى الموت، على الأرجح نتيجة دهسها بسيارة.